# Ducati 851
Ducati 851 je motocykl kategorie superbike, vyvinutý firmou Ducati, vyráběný v letech 1991-1993. Předchůdcem byl typ Ducati 750 F1, nástupcem je Ducati 888. V Mistrovství světa superbiků získal na Ducati 851 v roce 1990 titul mistra světa Raymond Roche.

## Motor
Pohonnou jednotkou je pro Ducati typický dvouválec do L s osami válců svírajícími úhel 90 stupňů a objemem 888 cm³, který má čtyři ventily na válec a desmodromický rozvod.

## Technické parametry
- Rám: příhradový z ocelových trubek
- Suchá hmotnost: 200 kg
- Pohotovostní hmotnost: 210 kg
- Maximální rychlost: 225 km/h
- Spotřeba paliva: l/100 km